# Marco Calonaci (1960)
Marco Calonaci (Firenze, 4 aprile 1960) è un ex calciatore italiano, di ruolo attaccante.

## Carriera
È cresciuto calcisticamente nelle giovanili della Pistoiese, con cui, dopo una presenza in Serie B nella stagione 1979-1980 che vede la prima storica promozione degli arancioni in massima serie, esordisce in Serie A in occasione del successo interno sul Brescia del 5 ottobre 1980.
Dopo aver totalizzato 6 presenze nella stagione che vede i toscani chiudere il campionato all'ultimo posto, ad ottobre viene ceduto alla Salernitana in Serie C1, proseguendo successivamente la carriera in terza e quarta serie, con l'eccezione della stagione 1982-1983, quando totalizza 24 presenze ed una rete fra i cadetti con la maglia del Foggia.